# Волуяк (връх)
Вижте пояснителната страница за други значения на Волуяк.
Волуяк (на албански: Maja e Vjeljakut; на сръбски: Волујак, Volujak) е връх в Проклетия, Косово. Висок е 2014 m и се вижда от Печ. Образува Руговската клисура.